# Geschiedenis van de Samen

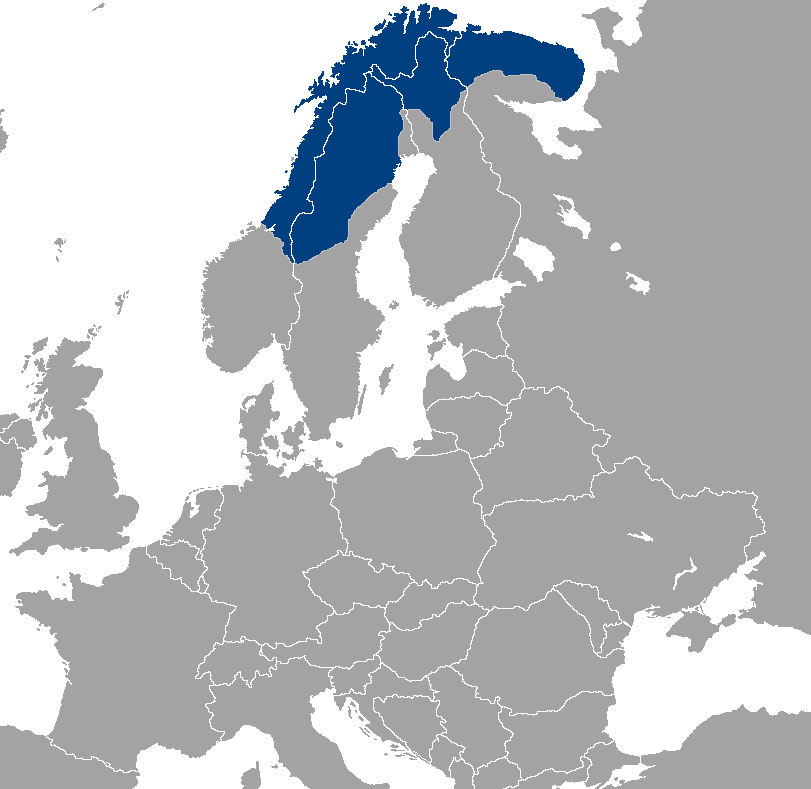
Het moderne grondgebied van de Samen

De geschiedenis van de Samen, een Fins-Oegrisch volk in Noord-Europa, gaat minstens drie millennia terug.
Het moderne woongebied van de Samen strekt zich uit van Noord-Noorwegen en Zweden via de noordelijke regio's van Finland tot aan het Russische schiereiland Kola. Dit zogenaamde Lapland is een enorm gebied met een lengte van ongeveer 1500-2000 km, een breedte van 200 tot 400 km, en een totale oppervlakte van ongeveer 400.000 km². De traditionele beroepen van de Samen zijn het hoeden van rendieren, jagen en visserij, en in mindere mate akkerbouw. Tijdens de periode van de Sovjet-Unie ontwikkelden zich ook de melkveehouderij en de pelsdierhouderij op Samische collectieve boerderijen. 
De taal van de Samen, het Samisch, staat al enkele millennia in contact met de Oostzee-Finse talen, voornamelijk met Fins, en later met Scandinavisch en Russisch. 

## Genetica
In de vrouwelijke lijn hebben genetische studies van de afgelopen jaren gemeenschappelijke kenmerken onthuld tussen moderne Samen met de afstammelingen van de oude bevolking van de Atlantische kust van de ijstijd en moderne Basken en Berbers (een gemeenschappelijke subhaplogroep van de mitochondriale haplogroep U). De Samen stammen dus deels af van de laatpleolithische bevolking van Europa. De Samische genenpoel bestaat voor 90% uit slechts twee haplogroepen: V en U5b. Beiden zijn West-Euraziatisch, gebruikelijk in zowel Europa als Zuidwest-Azië, maar meestal gevonden in Oost-Europa. Deze haplogroepen werden door de eerste kolonisten naar het noorden van Scandinavië gebracht, dat aan het begin van het Holoceen van de ijskap werd bevrijd. Haplogroep Z werd hoogstwaarschijnlijk in de Samische genenpool geïntroduceerd door migraties vanuit Siberië, maar het aandeel van deze oostelijke bijdrage is klein.
In de mannelijke lijn hebben de Samen haplogroepen N (47%), I (31%) en R1a (11%).

## Oorsprong en oude geschiedenis
Het Samische volk is naar alle waarschijnlijkheid ontstaan uit verschillende etnische groepen. Dit wordt aangetoond door antropologische en genetische verschillen tussen Samische etnische groepen die in verschillende gebieden wonen. De Samische legenden spreken hier ook over, volgens welke het Samische volk is gevormd als gevolg van verschillende migratiegolven. 
De Samische en Oostzee-Finse talen gaan terug tot een gemeenschappelijke basistaal, maar antropologisch behoren de Samen tot een ander type dan de Oostzee-Finse volkeren. Sinds de 19e eeuw zijn er veel hypothesen naar voren gebracht om deze tegenstrijdigheid op te lossen. 
De oorsprong van de Samen ligt hoogstwaarschijnlijk bij de Paleo-Europese bevolking van de Komsacultuur, die in het mesolithicum na de terugtrekking van de ijslaag aan het einde van de laatste ijstijd vanuit het zuidwesten langs de Noorse kust naar het noorden van Scandinavië kwam. In het zuiden van Finland kwamen na het  terugtrekken van de ijskap mensen uit Oost-Europa, waardoor de Suomusjärvicultuur ontstond. 
Tijdens het neolithicum ontwikkelden zich in Zuid-Finland de Sperringcultuur en de Kareliëcultuur. Er wordt aangenomen dat dit de voorouders waren van de Samen, die later geassimileerd werden door de sprekers van Oostzee-Finse talen, maar een belangrijk Paleo-Europees substraat in hun talen achterlieten. 
Vermoedelijk in de jaren 1500-1000 v.Chr. begon de scheiding van de proto-Samen van een enkele gemeenschap van sprekers van de basistaal, toen de voorouders van de Oostzee-Finnen, onder Baltische en later Germaanse invloed, begonnen te veranderen naar een vaste manier van leven van boeren en herders, terwijl de voorouders van de Samen op het grondgebied van Karelië en Finland assimileerden met de autochtone bevolking van Fennoscandinavië.
Vanuit Zuid-Finland en Karelië trokken de Samen naar het noorden, op de vlucht voor de zich uitbreidende Finse en Karelische kolonisatie en, vermoedelijk, voor het opleggen van tribuut. De migrerende kuddes wilde rendieren volgend kwamen de Samische voorouders in het 1e millennium AD geleidelijk aan naar de kust van de Noordelijke IJszee, en bereikten het grondgebied van hun huidige verblijfplaats. Tegelijkertijd begonnen ze over te schakelen op het fokken van gedomesticeerde rendieren. Deze handel werd echter pas tegen de 16e eeuw essentieel voor het leven van de Samen.

### Middeleeuwen

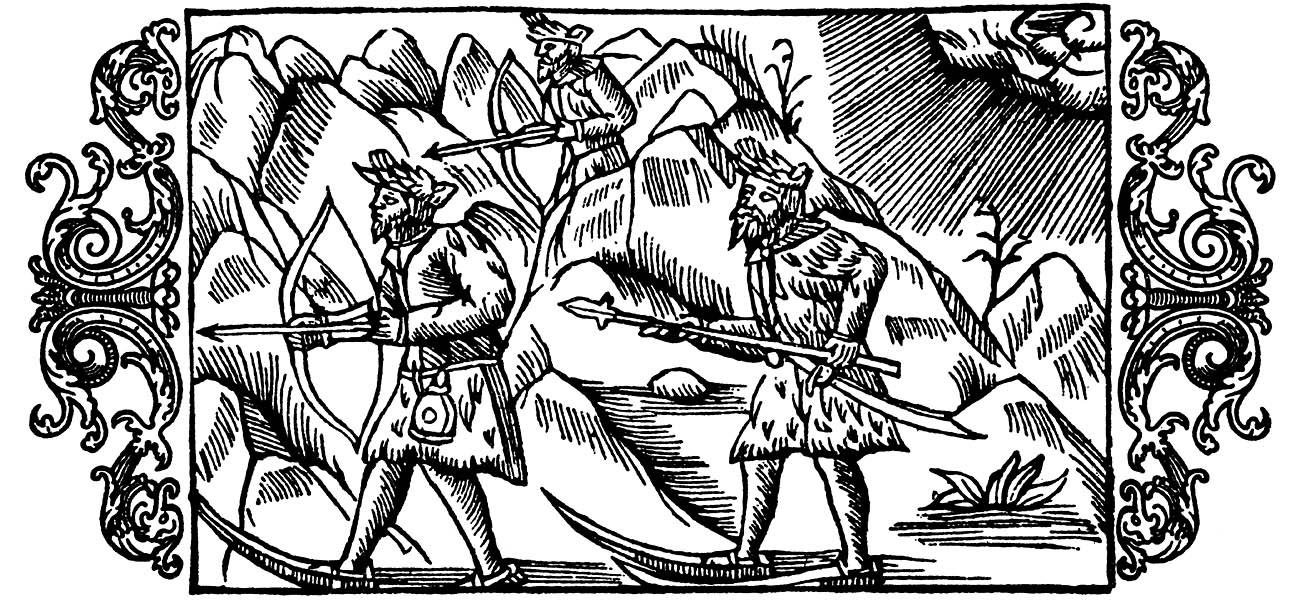
Olaus Magnus (ca. 1490-1557). Houtsnede met drie Samen in bont rijdend op ski's; twee van hen hadden pijl en boog, de derde had een speer en een soort sabel.
Historia de gentibus septentriolibus, boek 4, gedrukt in 1555

In de 9e eeuw noemt Ottar van Hålogaland de Samen in zijn verslag over het schiereiland Kola (Terjinnas). Aan het einde van de 12e eeuw noemt de Deen Saxo Grammaticus hen bekwame boogschutters en skiërs, maar ook magiërs en waarzeggers. De benaming Lapp verschijnt in Zweedse bronnen in de 12e eeuw, mogelijk ontvangen van de Varjagen, die het gebruikten voor de inheemse bewoners in de buurt van het Ladogameer.
De soevereiniteit over de gebieden waar de Samen woonden, tezamen met de belastingheffing op de lokale bevolking, waren vanaf de 13e eeuw het onderwerp van geschillen tussen Noorwegen, Rusland (eerst de Republiek Novgorod, daarna het grootvorstendom Moskou) en Zweden (waartoe Finland tot 1809 behoorde).
Het opleggen van een regelmatig tribuut aan de Samen begon in grotere mate vanaf de 9e eeuw, toen de Noorse koning zijn naaste medewerkers het recht verleende om tribuut van de Samen te innen en handel met hen te drijven. Naast de Noren legden Zweden, Finnen, Kareliërs en Russen tribuut op aan de Samen. Het gebeurde vaak dat voor het tribuut, vanaf het begin bestaande uit bont en vis, meerdere inners tegelijk kwamen. Door de meedogenloze belastingheffing, evenals de opmars van Noorse, Zweedse en Finse boeren naar het noorden, behielden de Samen steeds minder land dat geschikt was voor hun traditionele manier van leven, en vertrokken daarom naar gebieden die nog niet bewoond waren. De Zweedse koning beloofde al in het midden van de 14e eeuw zijn onderdanen die naar Lapland zouden verhuizen vrij te stellen van het betalen van belasting. Hetzelfde gebeurde in de tweede helft van de 17e eeuw onder Karel XI.
De koningen gaven vaak aan bepaalde groepen kolonisten het recht om tribuut te innen. In Zweden werd dit recht afgeschaft onder Gustaaf I Vasa en vanaf dat moment gingen de belastingen rechtstreeks naar de staatskas. Het recht van de Kareliërs om belastingen te innen van de Samen ging eerst over op Novgorod en vervolgens, vanaf het einde van de 15e eeuw, op Moskou.
In 1251 sloot de Novgorodse vorst Alexander Nevski een overeenkomst met Noorwegen, waardoor zowel Novgorod als het Noorse koninkrijk een vast bedrag konden innen van de Samen (niet meer dan 5 eekhoornhuiden per jager) die leefden op het grondgebied van Finnmark en de Terski-kust van het schiereiland Kola. Dit dubbele tribuut leidde tot onzekerheid over de status van deze landen en periodieke botsingen tussen Denemarken (in unie waarmee Noorwegen was) en de Russische staat in de 16e-17e eeuw (Lapland-geschil).
In 1602 beval de Deense koning, toen ook koning van Noorwegen, dat Russische onderdanen Finnmark niet binnen mochten. De vergeldingsstap van de vojvode van Kola was een soortgelijk verbod voor Deense (Noorse) onderdanen om naar Moermankust te gaan totdat de koning zijn decreet in zou trekken. De Deense koning deed dit niet en zo stopte vanaf dit jaar het 350 jaar oude gebruik van de Samen. De Samen van de Njavdemski, Pazretski en Petsjenga-grenspogosts, die jaarlijks in de Noorse wateren gingen vissen, bleven echter "op de oude manier" belasting betalen aan beide staten.
Een voorwaarde voor het hoeden van rendieren was dat de Samen van plaats naar plaats trokken en rendierkuddes van winterweiden naar zomerweiden dreven. In de praktijk belette niets het overschrijden van de staatsgrenzen. De basis van de Sami-samenleving was een gemeenschap van families (siida), die verenigd waren volgens de principes van gezamenlijk grondbezit, waardoor ze in hun levensonderhoud konden voorzien. Het land werd toegewezen door families of clans.
De bekering tot het orthodoxe geloof begon in de 11e eeuw. Lutherse kerken werden vanaf de 16e eeuw aan de westelijke rand van hun bezittingen gebouwd, terwijl in de 15e-16e eeuw orthodoxe kloosters werden gesticht op Kola en nabijgelegen landen, die de Samen die in de buurt woonden tot horigen maakten en zich vaak de beste vis- en jachtgebieden toe-eigenden. De orthodoxie verspreidde zich langzaam onder de Samen, en nog in de 19e eeuw waren er onder hen aanhangers van het sjamanisme.

### 18e tot 20e eeuw

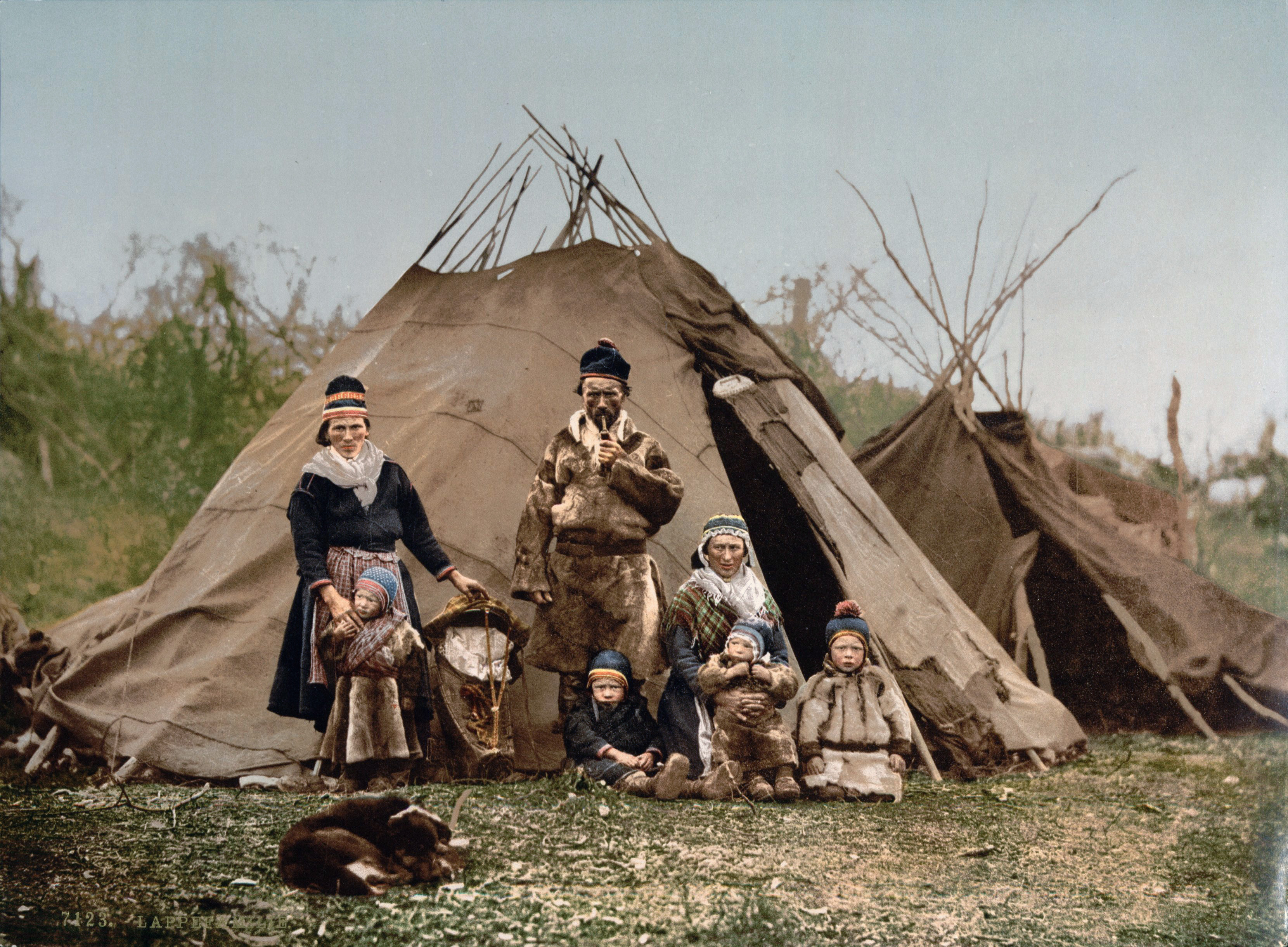
Samen-familie in Noorwegen (foto van rond 1900)

De Samen die onderdanen van de Russische staat waren, werden vanaf 1764 beschouwd als staatsboeren, maar ook belast met het onderhoud van de kloosters. Na de afschaffing van de lijfeigenschap in 1861 werden de Samen vaak het slachtoffer van kooplieden en geldschieters. Vanaf de tweede helft van de 19e eeuw werden de Samen, evenals de Noord-Amerikaanse Indianen, in toenemende mate gedrogeerd met alcohol met het oog op omkoping en bedrog.
In de Samische gebieden verder naar het westen kreeg de puriteinse beweging van de Zweedse priester en geleerde Lars Levi Læstadius (1800-1861) vanaf de jaren 1840 steeds meer aanhangers, en bleef tot op de dag van vandaag erg populair in de Scandinavische landen.
In 1852 vermoordde een groep Samen die een verbod op de verkoop van alcohol eisten de eigenaar van een slijterij in de Noorse stad Kautokeino en stak de winkel, het huis van de priester en het politiebureau in brand. Dit is praktisch het enige protest in de geschiedenis van de Samen dat hardhandig werd onderdrukt. Twee rebellen werden geëxecuteerd, zeven stierven in hechtenis. In de Noorse geschiedschrijving staat deze voorstelling bekend als de Kautokeino-opstand.
De Samen die in de 16e-18e eeuw ten zuiden van het moderne Lapland leefden werden langzamerhand geassimileerd met andere volkeren. In het midden van de 18e eeuw kreeg in Zweden de opmars van Finse en Zweedse kolonisten een nieuwe dimensie, waardoor de traditionele economische structuur van de Samen steeds krapper werd, wat onder meer leidde tot een toenemende verarming van de Samen-bevolking. Tegen het midden van de 19e eeuw was de positie van het Samisch in Zweden zo ondermijnd dat velen het niet nodig achtten deze nog langer te behouden. Een van de doelen van de schoolhervormingen lijkt te zijn geweest om een "Zweedsheid" te bereiken, d.w.z. een Zweedse hegemonie, die zeer effectief werd geholpen door het Zweeds de taal van alledaagse communicatie te maken. Aan het begin van de 20e eeuw veranderde het officiële staatsbeleid. De regering drong niet langer aan op de gewelddadige uitvoering van het beschavingsprogramma, maar de Sami-samenleving was tegen die tijd al onvermijdelijk op weg naar haar desintegratie.
Het eerste boek in het Samisch, een gebedenboek in zakformaat, werd gepubliceerd in 1619, in 1633 gevolgd door een catechismus. In 1755 zag het Nieuwe Testament in het Samisch het licht, en in 1811 de volledige tekst van de Bijbel.
In Noorwegen begon sinds het einde van de 18e eeuw het assimilatiebeleid te intensiveren. Tegen het einde van de 19e eeuw werd officieel de taak van de vernoorsing vastgesteld: de overheersing van de Noorse taal en cultuur. De eerste wetten verschenen, openlijk gericht op het bereiken van assimilatie. De opkomst van een groot aantal nieuwe nederzettingen veranderde de interetnische verhoudingen. Voornamelijk in de grensgebieden werd een aanzienlijk aantal Noorse nederzettingen gesticht. Vóór 1905 werd een systeem van instituties en evenementen gecreëerd en vormen van vernoorsing ontwikkeld. Aan het begin van de 20e eeuw konden alleen degenen die een Noorse naam hadden en de Noorse taal spraken, land als eigendom verwerven. Maatregelen op het gebied van onderwijs, gericht op de volledige assimilatie van de Samen, waren van kracht tot het einde van de Tweede Wereldoorlog en nog enige tijd daarna. In Finland verschenen ook verschillende vormen van finnisering, maar die waren niet zo uitgesproken als in Zweden en Noorwegen.
Op Kola, waarvan het strategische belang na de Grote Noordse Oorlog (1700-1721) geleidelijk afnam, vestigden zich vanaf 1868 Russen om de veiligheid van de grenzen te waarborgen. Deze begonnen ook handels- en ondernemersactiviteiten uit te oefenen. De Samen werden privileges beloofd als ze hun nomadische levensstijl zouden verlaten. De teloorgang van de oude economische structuur droeg bij tot een toename van gemengde huwelijken en russificatie. 
Vanaf 1924 richtten de Sovjetautoriteiten dorpsraden en collectieve boerderijen op, repressie begon tegen zelfstandige boeren die koelakken werden verklaard, winterweiden werden weggenomen van de Samen en in plaats daarvan werden nieuwe collectieve boerderijen georganiseerd. Grote gebieden werden overgedragen aan de zware industrie en het leger.
Op het gebied van openbaar onderwijs was er echter enige vooruitgang, en de geletterdheid verspreidde zich. In 1931 werd het Samische alfabet, tezamen met de alfabetten van andere volkeren in het noorden op basis van het Latijnse schrift, ontwikkeld en goedgekeurd. In 1933 en 1934 werd het hervormd. In Moermansk werden leraren opgeleid voor Sami-scholen. In 1933 werd op 17 scholen lesgegeven in het Samisch. In 1937 werd een Samische alfabet op basis van het Cyrillische alfabet aangenomen. Er werd een inleiding in gepubliceerd, maar in hetzelfde jaar stopte de publicatie van boeken in het Samisch in de USSR lange tijd, evenals het onderwijzen van het Samisch in scholen. Dit hield voornamelijk verband met repressie tegen de Samen in 1937 en 1938. De Samen werden ervan beschuldigd een eigen staat te willen creëren, die zich later bij Finland zou voegen. In de periode van 1930 tot 1947 werden 118 Samen op Kola vervolgd, op een totale Samische bevolking van minder dan tweeduizend mensen, waarvan 50 werden geëxecuteerd. Een van de bekendste gevallen van repressie tegen de Samische bevolking is de zaak uit 1938 van de zogenaamde Samische samenzwering (de "Alymov en Ko-zaak"), waarin Vasili Alymov, een bekende lokale historicus en onderzoeker van de geschiedenis van de Samen, werd neergeschoten, samen met nog 15 mensen, voornamelijk uit het Sami-dorp Lovozero.
In de herfst van 1944 vielen als onderdeel van de Sovjet-Finse staakt-het-vuren-overeenkomst in de Laplandoorlog de Finnen de terugtrekkende Duitse troepen aan, die als vergelding bijna heel Lapland in brand staken. Tegelijkertijd verhuisden de orthodoxe Skolt-Samen van Kola naar Finland, omdat ze na de verandering van de naoorlogse grenzen geen onderdanen van de USSR wilden worden. 
Na de Tweede Wereldoorlog versnelde het proces van russificatie, dat werd vergemakkelijkt door de herstructurering van de economische structuur en een verandering in levensstijl. Onder de Samen was een groot percentage van de bevolking werkloos en het wijdverbreide alcoholisme een echte ramp geworden voor de mensen. In 1980 werd de in de jaren 1930 gemaakte literaire taal nieuw leven ingeblazen, nu geschreven in Cyrillisch schrift. In 1989 woonden in de oblast Moermansk 1990 Samen, waarvan 42,2% hun moedertaal sprak.

## Samische organisaties
In Noorwegen verschenen aan het begin van de 20e eeuw de eerste Samische organisaties, die streden tegen discriminerende landwetgeving en het Noorwegiseringsbeleid.
De positie van de Samen in Finland en de beide Scandinavische landen verbeterde na de Tweede Wereldoorlog en parallel daarmee nam de nationale identiteit van de Samen toe, vooral sinds de jaren zestig. In 1950-1951 werd in Noorwegen en Zweden één Sami-literaire taal gecreëerd.
Sinds 1953 zijn er tal van conferenties gehouden in Finland en de Scandinavische landen, en in 1956 werd de Samische Unie opgericht uit 15 leden, waaronder sinds 1992 ook vertegenwoordigers uit Rusland. Bij de Finse wet van 9 november 1973 werd een vertegenwoordigend orgaan van de Samen opgericht, het Samische parlement van Finland, dat het eerste Samische politieke orgaan ter wereld werd. Al snel verschenen er Samische parlementen in Noorwegen en Zweden. In 1974 werd het Samische Instituut opgericht. In de jaren 1990 en 2000 verscheen er wetgeving in Noorwegen en Zweden, die het Samisch tot op zekere hoogte de status van staatstaal geven. Ook de situatie van het onderwijs in het Samisch verbeterde. Samische kranten, tijdschriften, boeken werden uitgegeven, en er kwamen Samische radio- en televisieprogramma's. Sinds 1976 zijn de Samen lid van de World Council of Indigenous Peoples (WCIP).